# Афанасій V Константинопольський
Афанасій V — Вселенський Патріарх у 1709–1711 роках.

## Життєпис
Афанасій походив з Криту. Він навчався в Галле в Саксонії і вирізнявся широкою освітою, знанням мов (латинської, арабської), строгістю і глибоким знанням церковної музики. Спочатку він був обраний митрополитом Торновським, а в 1692 році Адріанопольським.
Після скинення патріарха Кіпріаноса та його заслання на гору Афон, митрополита Кизікоса Кирила було обрано патріархом, але за бажанням великого візира Алі-паші Цорлолу, Афанасій V став патріархом у травні 1709 року. Під час свого Патріаршества його підозрювали в проримсько-католицьких тенденціях.
Після смерті великого візира 4 грудня 1711 року первосвященики та префекти скинули Афанасія й повернули на престол спочатку обраного Кирила. Після цього Афанасій залишався в Константинополі до 1718 року, коли пішов у монастир у Яссах, де присвятив себе навчанню до самої смерті.

## Доробок
Він залишив велику працю в галузі церковної музики. Він складав херувимів, соц і поліхронізми. У зверненні митрополита Угорщини-Валахії Антімоса Афанасій названий «вінцем ордену всіх православних патріархів, експертів і евкеладос і пангармоніо музики акротатотон гори».

## Реферали
1. ↑  Μανουήλ Γεδεών.
2. ↑  Steven Runciman (2010). Η Μεγάλη Εκκλησία εν αιχμαλωσία. Εκδόσεις Γκοβόστη. с. 272. ISBN 9789604461301.
3. 1 2  Οι μελωδοί και υμνογράφοι της Εκκλησίας. Αποστολική Διακονία της Εκκλησίας της Ελλάδος. Архів оригіналу за 8 жовтня 2021. Процитовано 13 Ιουνίου 2021. [Архівовано 2021-10-08 у Wayback Machine.]